# لباس مرا دنبال کن
با من بمان (به هندی: Mere Sajana Saath Nibhana) فیلمی محصول سال ۱۹۹۲ و به کارگردانی راجیش وکیل است. در این فیلم بازیگرانی همچون میتون چاکرابورتی، جوهی چاولا، شانتی‌پریا و پریم چوپرا ایفای نقش کرده‌اند.